# Diasistemul slav de centru-sud
Diasistemul slav de centru-sud (în limba croată srednjojužnoslavenski dijasistem/dijasustav, centralnojužnoslavenski dijasistem/dijasustav sau centralni južnoslavenski dijasistem/dijasustav) este un termen propus de lingvistul croat Dalibor Brozović pentru a înlocui termenul „limba sârbocroată” sau „croatosârbă”, folosit de lingviști în epoca fostei Iugoslavii și de oficialitățile acestei țări pentru a desemna limba vorbită de sârbi, croați, bosniaci și muntenegreni. Acest termen împrumutat din dialectologie poate fi considerat din două puncte de vedere:
- Din punctul de vedere al lingvisticii comparative cuprinde varietățile teritoriale ale unei singure limbi abstand.

- În perspectiva sociolingvisticii este o grupare de patru limbi ausbau, fiecare cu standardul ei și cu statut de limbă oficială: sârbă, croată, bosniacă și muntenegreană.

## Componentele diasistemului
Componentele diasistemului sunt considerate din două puncte de vedere.
1. În general se iau în seamă trei dialecte desemnate prin forma pronumelui interogativ referitor la subiectul nume de lucru (în română, „ce”): što/šta, kaj și ča:
- Dialectul cel mai extins este cel štokavian (štokavski), vorbit în Serbia (în afară de sud-est), în Muntenegru, în Bosnia și Herțegovina și în mare parte din Croația. Pe acesta se bazează standardele tuturor celor patru limbi ausbau menționate mai sus.

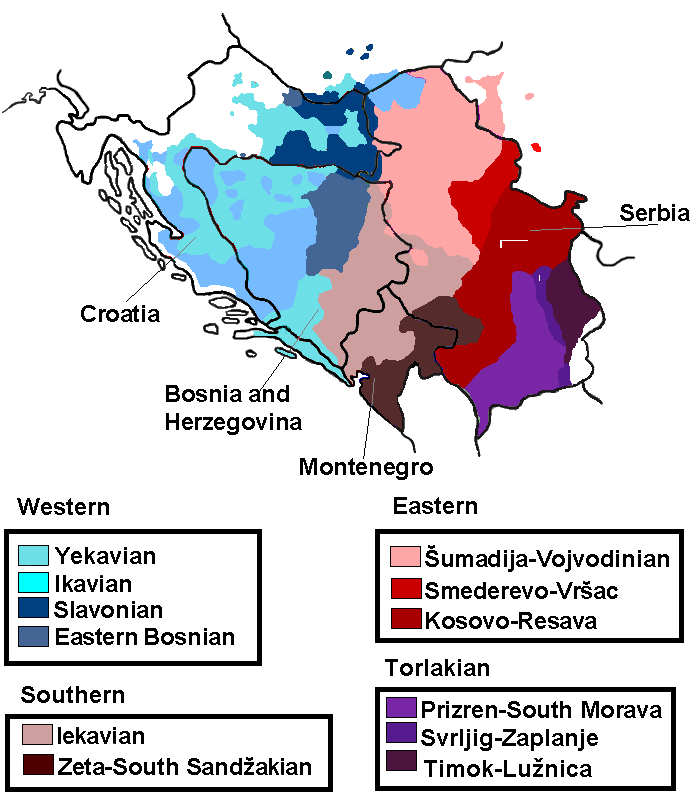
Graiurile dialectului štokavian, incluzând și varianta torlakiană

- Dialectul kajkavian (kajkavski) se vorbește în nord-vestul Croației, la Zagreb și în împrejurimi, precum și în regiunea Zagorje. El face trecerea la limba slovenă, având multe elemente în comun cu aceasta.

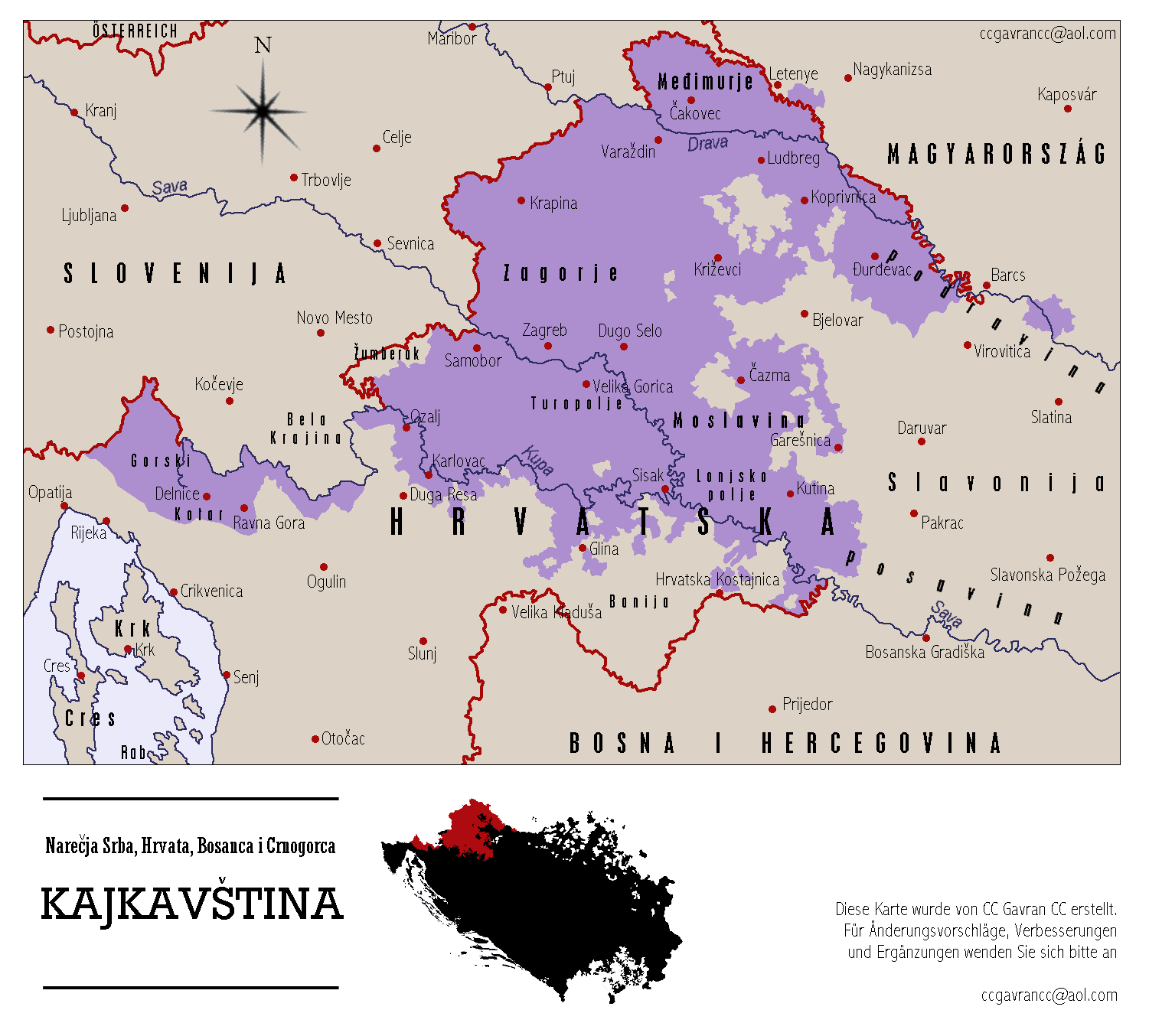
Răspândirea dialectului kajkavian

- Dialectul čakavian (čakavski) este vorbit în sud-vestul Croației, în principal pe coasta Mării Adriatice, în Istria și pe toate insulele.

Răspândirea dialectului čakavian

Unii lingviști consideră un dialect aparte cel numit torlakian (torlački), vorbit de sârbi în sud-estul Serbiei și de carașovenii din Banatul românesc (județul Caraș-Severin). Alți autori includ această varietate regională în dialectul štokavian. Graiurile torlački și graiurile bulgare de vest, care se aseamănă cu ele, au făcut, până la o epocă relativ recentă, obiectul unor dispute de fapt extra-lingvistice între lingviști sârbi și bulgari, primii considerând toate aceste graiuri pur sârbești, iar ceilalți afirmând despre ele că sunt pur bulgărești. În realitate este vorba de un continuum dialectal, aceste graiuri fiind de tranziție între cele două limbi.

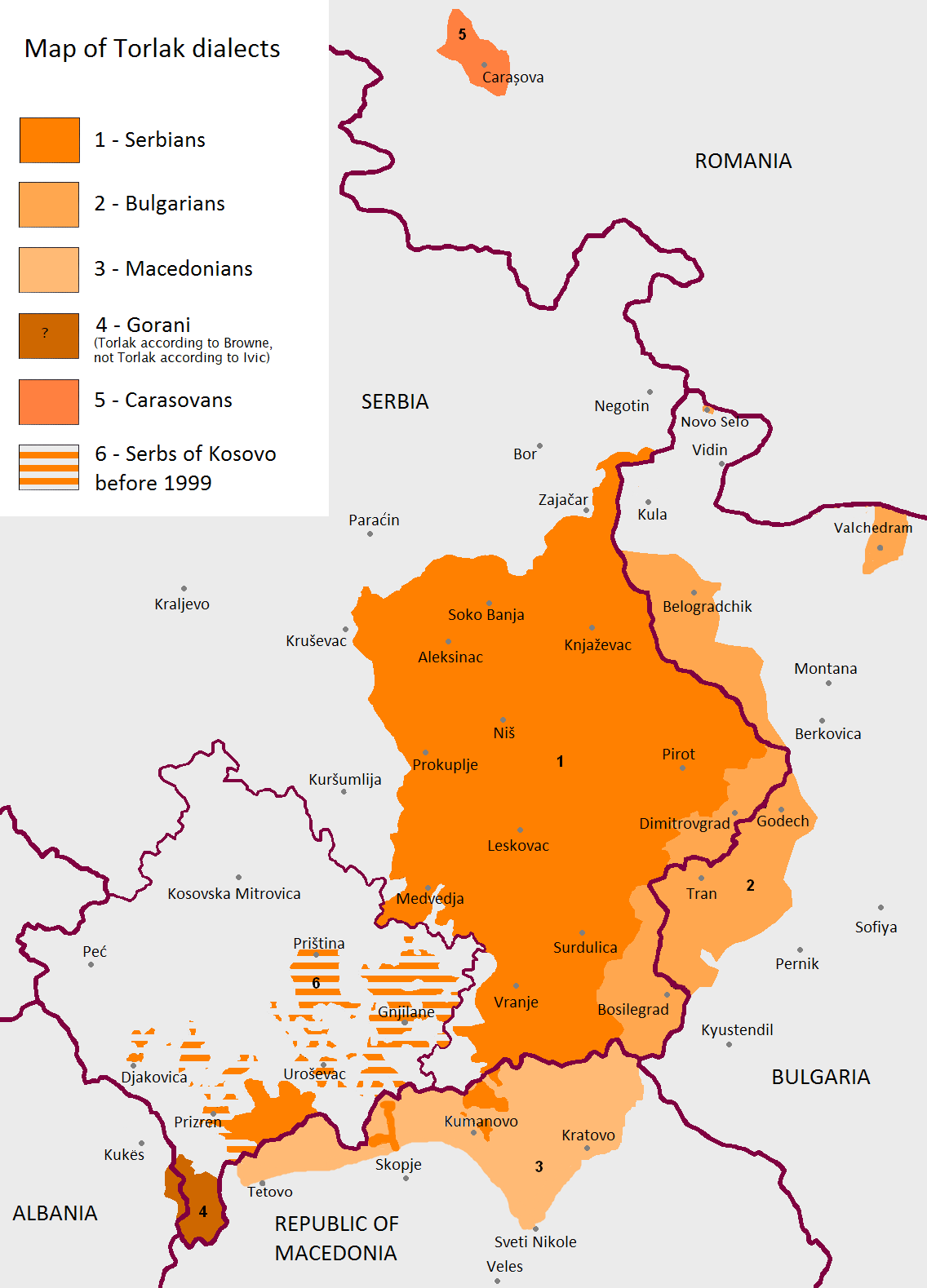
Răspândirea generală a graiurilor torlakiene

2. Există și o diviziune supradialectală, după modul în care a evoluat sunetul ĕ din limba slavă veche notat cu litera ѣ, numită „iat”. Aceasta determină:
- grupul de graiuri ekaviene (ekavski), în Serbia (fără vest și Sandžak) și în Croația (aproape toată aria dialectului kajkavian, nordul Slavoniei, estul Istriei și insula Cres). În aceste graiuri, „iat” a evoluat în e, de exemplu în cuvintele čovek „om” și reka „râu”. Această pronunțare este standard numai în limba sârbă.

- grupul de graiuri (i)jekaviene ((i)jekavski), în cea mai mare parte a Muntenegrului și a Bosniei, în Herțegovina de est, în Croația (Dubrovnik și împrejurimi, localități din Istria), precum și în Serbia (vest și Sandžak). Aici, „iat” a devenit în unele cuvinte je (čovjek), în altele ije (rijeka). Aceasta este pronunțarea standard în croată, bosniacă și muntenegreană, fiind acceptată și de standardul limbii sârbe.

- grupul de graiuri ikaviene (ikavski), mai ales în Croația, fiind dominante în dialectul čakavian, dar prezente și în Slavonia, Voivodina și Bosnia și Herțegovina. Se caracterizează prin trecerea lui „iat” la i (čovik, rika). Această pronunțare nu este acceptată de niciunul din standardele din aria diasistemului.